# Skjebergkilen
Skjebergkilen er en fjordarm i Sarpsborg i Viken fylke i Norge. Den er knap fem km dyb og har retning mod nord fra mundingen mellem Askholmen og Brudeskjæret. Omkring en km indenfor mundingen udvider fjorden sig og her ligger Kjerringholmen, fjordarmens eneste holm. Fjordbassinet deler sig så i to, i Horneskilen mod nordvest og en lavvandet kile nordover mod byen Kvastebyen, hvor Skjebergbekken løber ud ved Skjebergkilen naturreservat.
Udenfor mundingen går Skjebergkilen over i Singlefjorden som strækker sig sydover fra Nordre Karlsøen og Granholmen til Skagerrak. Mod vest skiller Karlsøysundet fastlandet fra Karlsøyene og mod øst går Grimsøykilen. Omkring Singløya «samles» de fire fjordarme, Skjebergkilen fra nord, Tosekilen fra nordvest, Røsneskilen fra nordøst og længere væk Ringdalsfjorden fra øst.
Skjebergkilen er kaldt Sarpsborgrivieraen hvor en stor del af byens 3000 hytter og 5.000 bådepladser er anlagt.

## Harryhandel
I 1950'erne var der færgetrafik fra Høysand til Sverige. Fra Søndre Karlsøy og Dusa, lige udenfor Skjebergkilen, er rejsetiden i 20 knop omkring et kvarter til de nærmeste  havne i Sverige, en halv time til Skjærhalden på Hvaler og under en time til Koster og Strömstad.

## Delområder
- Ullerøy: Halvø med hytteområde i syd vendt mod Karlsøysundet med lejrskole og restaurant. Børneskole, butik og Norges største marina på østsiden af halvøen  ved Kjerringholmen. Skilt fra Torsnes af Tosekilen i vest.
- Karlsøy: To rene hytteøer, delt af det smalle Nøtsund. Ud for øerne ligger holmene Ørnekuppa, Fårnøtt og Flyndreholmen.
- Kvastebyen: Campingplads, strand og restaurant ved Borregaardarbeidernes feriehjem. Cykelbro gennem naturreservatet til Høysand. Skilt fra Ullerøy af sidefjorden Hornneskilen.
- Høysand: Ved naturreservatet inderst i kilen, med blanding af boliger og hytter. Restauranter, tennisbane, 54 huls minigolfanlæg, kiosker, strand og campingplads. Bus til Råde station via Kvastebyen.
- Løkkevika: Hytteområde med stranden Gressdal vendt ud mod Skjebergkilen og en række strande vendt ud mod sidefjorden Grimsøykilen, med Askholmen, Granholmen og Saltholmen.
- Grimsøy: Halvø med butik, marina og sydvendte strande i Bauen og Økebugten. Skilt fra Løkkevika af Grimsøykilen i nord og fra Sponvika af Røsneskilen mod syd.

## Marina
Skjebergkilens Marina ligger nær Europavej E6, og er landets største lystbådehavn, med plads til 1.200 både. Marinaen er profileret som miljøvenlig, med avanceret rensningsanlæg. Marinaen er base for redningsselskabet.